# Javier Parrado
Javier Parrado (* 26. Mai 1964 in La Paz) ist ein bolivianischer Komponist.

## Leben
Javier Parrado studierte in La Paz Musik am Escuela Nacional de Música und Komposition bei Cergio Prudencio und Alberto Villalpando am Conservatorio Nacional de Música.
Meisterkurse belegte er unter anderem bei Edgar Alandia, Franco Donatoni, Reinhard Febel, Coriún Aharonián, Víctor Rasgado und Graciela Paraskevaídis. Parrado erhielt Stipendien vom Goethe-Institut in Berlin, vom Centro Nacional de las Artes in Mexico DF. und Centro para la Difusión de la Música Contemporánea in Madrid.
Er ist Mitglied der Projekte Uyaricuna, ist’asiñani, nos escucharemos und Artekorp. Das Projekt erforscht die verschiedenartigen musikalischen Ausdrücke, die in bolivianischen andischen Kulturen hervorgebracht werden und verbindet sie zur symphonischen Musik.

## Auszeichnungen
Parrado erhielt neben seinen Stipendien bereits mehrere Auszeichnungen:
- 1. Preis beim Adrián-Patiño-Wettbewerb (La Paz, Bolivien 1993 und 2009).[3]
- 1. Preis des Agustín-Barrios-Mangoré-Kompositionswettbewerbs (Salzburg, 2001).
- Beste Filmmusik des Amalia-de-Gallardo-Videowettbewerbs (La Paz, 2004).
- Ehrenurkunde X Certamen Internacional de Expresión Coral (Islas Canarias, Spain 2004).

## Werkverzeichnis (Auswahl)
| Solo - Estaciones para flauta (1993) für Flöte - Sendas Lunares (1997) für Gitarre - Sombra y Agua (1997–98) für Klavier - Ellas ¿y Bach? (2004) für Violine Kammermusik - Presencia alterna (1991) Text von Eduardo Mitre für Sopran und Ensemble - Llamadas (1991, rev 96) für Violin und Marimba - Salto al Alba (1996) für Gitarre und Flöte - Ciclo sobre textos de Goethe (1999) für Stimme und Klavier - Pirqa, brasa y ceniza (2002), für 2 Zampoñas, Zampoña bajón und 3 Flöten. Audio - Noche Cúbica (2005) für Violine und Ensemble Chorwerk - Tanta luz que dexan (2004) für gemischten Chor | Orchesterwerke - Reposada brasa (2002) für Orchester - Aceras líquidas y pasos lunares (2005) für Orchester - Alegres Prestes, homenaje al Gran Poder (2009) für Blasorchester. Auswahl von “Uyaricuna ist’asiñani, nos escucharemos” (2006): - Tinkus für Orchester - Chiriwanos für Orchester Bearbeitungen für Orchester (Auswahl) - Stimme und Orchester (für Enriqueta Ulloa, Emma Junaro, Los Kjarkas, Yalo Cuellar, Esther Marisol, usw.) - Charango und Orchester, Quena und Orchester. - traditioneller Folklore: Novia Santa Cruz, Soledad(Implorando), Llamerada, Diabladas, Destacamento 111b. Tonbandmusik - Inti Yana (1994) für Tonband |

## Aufnahmen
- 2007 DVD “Uyaricuna ist’asiñani, nos escucharemos”.
- 2003 “Pirqa, braza y ceniza”. CD Las texturas del sonido. Ensemble Antara. Madreselva
- 1998 “Llamadas”. CD Bolivia the unknow sounds. Javier Pinell producer. Florida State University.
- 1997 “Salto al Alba”. CD Música latinoamericana contemporánea para flauta y guitarra. Gentaro Takada, Gitarre und Alvaro Montenegro, Flöte. Cantvs.

## Schriften
- Los aires nacionales en el siglo XIX. Apuntes sobre la notación musical. In: Fundación del Banco Central de Bolivia, Revista Cultural. Año X – Nº 43 / Noviembre–diciembre 2006
- mit Mariana Alandia: El Fondo Bolivia, una mirada a nuestra historia musical bajo la óptica del repertorio de piano”. In: Temas en la crisis. Las culturas de Bolivia, 2004. Número 65-IV-2004
- mit Mariana Aladis: A la vera del piano. In: T’inkazos, Revista Boliviana de Ciencias Sociales cuatrimestral del Programa de Investigación Estratégica de Bolivia (PIEB). Número 14 Junio 2003
- Laberinto y código sonoros. In Ciencia y Cultura Revista de la Universidad Católica Boliviana San Pablo. Número 11 diciembre Año 2002.
- mit Carlos Seoane, Andrés Eichmann, Carmen Soliz, Estela Alarcon, Sergio Sanchez: Melos Damus Vocibus, Códices Cantorales Platenses. Proinsa, La Paz 2000.